# Курчанский лиман
Курча́нский лима́н — лиман в Краснодарском крае, расположенный на правом берегу реки Кубань, к северо-востоку от города Темрюк. Относится к Куликовской группе Центральной системы лиманов Кубани.
Длина лимана составляет более 20 км, площадь — 55 км², средняя глубина — 1,2 м. Питание происходит за счёт вод Кубани, поступающих по Курчанскому каналу. Лиман поддерживает непосредственную связь с Азовским морем через Соловьевское гирло. Общая минерализация воды составляет здесь от 2,94 до 8,70 г/л.
Лиман имеет водохозяйственное значение.